# Benedetto Ubaldi
Benedetto Ubaldi (né en 1588 à Pérouse, aujourd'hui en Ombrie, Italie, alors dans les États pontificaux, et mort dans la même ville le 18 janvier 1644) est un cardinal italien du XVIIe siècle.

## Biographie
Benedetto Ubaldi succède à son oncle Francesco, comme auditeur à la Rote romaine en 1626 et est auditeur et dataire du cardinal Antonio Barberini.
Il est créé cardinal par le pape Urbain VIII lors du consistoire du 28 novembre 1633. Le cardinal Ubaldi est légat apostolique à Bologne et est nommé évêque de Pérouse en 1634.